# Mangalapura, Holenarsipur
Mangalapura là một làng thuộc tehsil Holenarsipur, huyện Hassan, bang Karnataka, Ấn Độ.